# Antimácheia
Antimácheia är en ort i Grekland.   Den ligger i prefekturen Nomós Dodekanísou och regionen Sydegeiska öarna, i den sydöstra delen av landet, 300 km öster om huvudstaden Aten. Antimácheia ligger 146 meter över havet och antalet invånare är 2 251. Den ligger på ön Kos.
Terrängen runt Antimácheia är platt åt sydväst, men åt nordost är den kuperad. Havet är nära Antimácheia åt nordväst.  Närmaste större samhälle är Kalymnos, 18,6 km nordväst om Antimácheia. Trakten runt Antimácheia består till största delen av jordbruksmark.